# 조인 (배우)
조인(1990년 12월 8일~)은 대한민국의 배우이다.

## 출연

### 방송

#### 드라마
- 2021년 SBS 《모범택시》 - 강마리아 역
- 2021년 tvN 《슬기로운 의사생활 2》 - 산모 역
- 2021년 KBS2 《드라마 스페셜 - 셋》 - 강보리 역
- 2022년 KBS2 《크레이지 러브》 - 김혜선 역
- 2022년 MBC 《내일》 - 노은비 역
- 2022년 JTBC 《사랑의 이해》 - 배은정 역
- 2023년 SBS 《모범택시 2》 - 강마리아 역
- 2024년 KBS2 《함부로 대해줘》 - 신이복 역

### 공연

#### 연극
- 2018년 《폴인러브》
- 2019년 《도리안 그레이의 초상》 - 코러스 역
- 2020년 《지구를 지켜라》 - 순이 역
- 2021년 《Dear. Me : 친애하는 나에게》